# Петров, Николай Арнольдович
Никола́й Арно́льдович Петро́в (14 апреля 1943, Москва, СССР — 3 августа 2011, Москва, Россия) — советский и российский пианист, педагог, музыкально-общественный деятель. Народный артист СССР (1991).

## Биография
Николай Петров родился 14 апреля 1943 года в Москве, в семье музыкантов.
В 1949—1961 годах учился в Центральной музыкальной школе при Московской консерватории им. П. И. Чайковского у Т. Е. Кестнер, в 1961—1966 — в Московской консерватории, в 1966—1968 — в аспирантуре по классу фортепиано у Я. И. Зака. Уже в 1962 году завоевал второе место на Международном конкурсе пианистов им. В. Клиберна в Форт-Уэрте (США), а ещё через два года достиг такого же результата на Конкурсе им. королевы Елизаветы в Брюсселе.
С 1965 года — солист Московской филармонии. С 1968 года начал концертную карьеру. В годы холодной войны был одним из немногих музыкантов, свободно гастролировавших за границей.
Выступал с известными отечественными дирижёрами, такими как Е. Ф. Светланов, К. П. Кондрашин, Ю. Х. Темирканов, Г. Н. Рождественский, Арвид и Марис Янсонсы, П. Л. Коган и многими другими, с ведущими симфоническими коллективами мира (Нью-Йоркский симфонический оркестр, Национальный симфонический оркестр (США), Лос-Анджелесский филармонический оркестр, Токийский оркестр NHK и многими другими), а также с лучшими европейскими коллективами: Берлинский филармонический оркестр, Лондонский симфонический оркестр, Королевский филармонический оркестр, Симфонический оркестр «Эн-Эйч-Кей».
Много концертировал как сольный музыкант. В репертуаре пианиста около 50 сольных программ и 93 концерта с оркестром. Играл от 70 до 100 концертов в год. Давал аншлаговые концерты в Линкольн- и Кеннеди-центрах (Нью-Йорк и Вашингтон), в Барбикан-центре, Альберт и Ройял Фестивал-холлах (Лондон), в зале «Плейель» (Париж) и театре «Колон» (Буэнос-Айрес), в Консертгебау (Амстердам). В его репертуар входило большинство произведений классического и романтического наследия, также стал первым исполнителем новых сочинений А. И. Хачатуряна, Т. Н. Хренникова, Р. К. Щедрина, А. Я. Эшпая. За последние сезоны им были исполнены все клавирные концерты И. С. Баха, все концерты Л. ван Бетховена (включая Фантазию для хора и Тройной концерт), все концерты С. В. Рахманинова (включая первое исполнение Первой редакции 4-го концерта).
С 1978 по 1982 год был «невыездным» из-за того, что по его словам, «не пошёл на одну гнусную антисемитскую провокацию Госконцерта и поплатился, хотя не представлял, что буду абсолютно вычеркнут из гастрольной жизни. От эмиграции меня спасла только привязанность к моему дому на Николиной Горе — моей малой родине. Мне невыносимо было думать, что там поселится какой-нибудь партийный чиновник и будет топтать ногами землю, в которую я буквально вложил свою душу». Стать снова выездным ему помогло вмешательство тогдашнего министра культуры СССР П. Н. Демичева.
С 1993 по 2011 годы вёл специальный класс фортепиано в Московской консерватории (профессор). Среди учеников — лауреаты международных конкурсов Е. Адамова, П. Беспалько, М. Гуссейнов (Азербайджан), Р. Кудояров, П. Трохопулос (Греция).

## Взгляды и общественная деятельность
Николай Петров: «Когда-то, лет тридцать назад, в начале артистической карьеры, мне очень нравилось ощущать себя эдаким гражданином мира, для которого качество рояля и реакция зрителей на твою игру, в какой бы точке планеты это ни происходило, были куда важней пресловутых березок и осточертевшей трескотни о „советском“ патриотизме. Во время чемпионатов мира по хоккею я с каким-то мазохистским удовольствием болел за шведов и канадцев, лишь бы внутренне остаться в стороне от всей этой квасной и лживой истерии, превращавшей все, будь то спорт или искусство, в гигантское пропагандистское шоу. Но вот лет пять или шесть назад я, с некоторым даже изумлением обнаружил, что внутри меня произошли серьезные нравственные перемены. Для начала я осознал, что никогда не смогу жить в ладу с самим собой где-нибудь, кроме России».
Петров Н. «К унижениям в своем отечестве нам не привыкать». — «Независимая газета». 13 июля 1993.

Занимался общественной деятельностью, возглавляя основанный в 1998 году Международный благотворительный Фонд своего имени, работая в жюри международных конкурсов, Совете по культуре и искусству при Президенте Российской Федерации (2001—2004) и др. (основатель и президент объединения «Академия российского искусства» (1995), президент Российского общества по смежным правам, вице-президент творческой ассоциации «Мир культуры», член Комиссии при Президенте РФ по Государственным премиям в области литературы и искусства (1993—2004)). Был художественным руководителем фонда «Новые имена» (2003).

Могила Петрова на Троекуровском кладбище Москвы.

С 2000 года участвовал в концертах Московской филармонии в дуэте с А. Ш. Гиндиным, а с 2007 его выступления были выделены в специальный цикл концертов, объединённых одним абонементом (в 2007—2011 годах абонемент назывался «Играет Николай Петров», после смерти пианиста переименован в «Николаю Петрову посвящается», но в формате мемориала продержался только один сезон).
С 1962 года вышло более 40 грампластинок его записей на фирме «Мелодия». Всего выпущено более 30 компакт-дисков с записями выступлений пианиста, в том числе фирмами «Olympia», AED, «Caprice» и др.
Свободно владел французским, немецким, английским, итальянским и польским языками.
15 мая 2011 года на гастролях в Минске музыкант перенёс инсульт. После реанимации музыканта перевезли в Москву, где он продолжил лечение, но получил заражение крови, от которого скончался 3 августа 2011 года на 69-м году жизни. Прощание состоялось 5 августа 2011 года в 11:00 в Большом зале Московской консерватории, в 13:00 прошло отпевание в храме Большое Вознесение. Похоронен на Троекуровском кладбище.

### Семья
- Дед — Василий Родионович Петров (1875—1937), певец-бас, пел в Большом театре[5]. Народный артист РСФСР (1933)
- Бабушка — Евгения Николаевна Петрова, окончила Московскую консерваторию по классу фортепиано К. А. Киппа, была первой учительницей музыки будущего пианиста
- Дядя — Моисей Яковлевич Феркельман (1908—1974), композитор
- Отец — Арнольд Яковлевич Феркельман (1914—1992), виолончелист[6][7][8], выступал в фортепианном сопровождении Д. Д. Шостаковича и был дружен с композитором[9][10]
- Мать — Ирина Васильевна Петрова (1913—2002), балерина Большого театра
- Жена — Лариса Григорьевна Петрова (1939—2023)
- Дочь — Евгения (род. 1976).

## Награды и звания
- Международный конкурс пианистов имени В. Клиберна в Форт-Уорте (США, 1962, 2-я премия).
- Международный конкурс имени королевы Елизаветы в Брюсселе (Бельгия, 1964, 2-я премия).
- Заслуженный артист РСФСР (11.10.1974) — за заслуги в области советского музыкального искусства[11].
- Народный артист РСФСР (15.01.1986) — за заслуги в области советского музыкального искусства[12].
- Народный артист СССР (25.01.1991) — за большие заслуги в развитии советского музыкального искусства[13].
- Государственная премия Российской Федерации (1993) — за концертные программы последних лет[14].
- Орден «За заслуги перед Отечеством» III степени (02.02.2004) — за большой вклад в развитие отечественного искусства[15].
- Орден «За заслуги перед Отечеством» IV степени (29.07.1997) — за заслуги перед государством, большой вклад в укрепление дружбы и сотрудничества между народами, многолетнюю плодотворную деятельность в области культуры и искусства[16].
- Орден Почёта (16.04.2008) — за большой вклад в развитие отечественной музыкальной культуры и многолетнюю творческую деятельность[17].
- Кавалер ордена Заслуг перед Республикой Польша (29.11.2004, Польша) — за выдающийся вклад в развитие польско-российского культурного сотрудничества[18].
- Благодарность Президента Российской Федерации (12.04.2002) — за большой вклад в развитие музыкального искусства[19].
- Большая золотая медаль имени О. де Бальзака Академии Франции (1986) — за выдающееся исполнение произведений Л. ван Бетховена, Г. Берлиоза и Ф. Листа.
- Звание «Музыкант года» (1996).
- Почётный знак «Общественное признание» (1998, учреждён одноимённым фондом).
- Почётный член Филармонического общества Санкт-Петербурга (с 1997)[20].

## Фильмография
- 1998 — Ретро втроём — человек в «мерседесе» и посетитель фотовыставки.

## Память
Именем пианиста названа одна из малых планет.
В Москве Детской музыкальной школе № 62  https://petrov.music.mos.ru/ присвоено его имя.